# Крозерс, Рэйчел
Рэйчел Кро́зерс (англ. Rachel Crothers; 1878—1958) — американский драматург и театральный режиссёр.
В 1892-96 годах училась и преподавала в театральной школе Стейнхоуп-Уит-крофта. Выступала как актриса. Ставила свои пьесы в театрах Нью-Йорка «Савой», «Манхэттен», «Литл-тиэтр» и др.

## Пьесы
- одноактная комедия «Приходский священник» (1902, «Мэдисон-сквер-тиэтр», Нью-Йорк; первая постановка на профессиональной сцене).
- «Нас трое» (1906)
- «Я, Беттина» (1908)
- «Мир мужчины» (1909)
- «Мысами» (1913)
- «Славные люди» (1920)
- «Когда встречаются женщины» (1932)
- «Сьюзан и Бог» (1932; экранизирована в 1937 году)
- «Трое из нас» (The Three of Us)
- «Он и она» (He and She)
- Let Us Be Gay
- As Husbands Go
- Expressing Willie
- 39 East: Three Plays
- Old Lady 31
- одноактные пьесы:
  - The Importance of Being Clothed
  - The Importance of Being Nice
  - The Importance of Being Married
  - The Importance of Being a Woman
  - What They Think
  - Peggy